# Persone di nome Natalia
| Questa pagina contiene informazioni ricavate automaticamente dalle voci biografiche con l'ausilio del template Bio e di un bot. L'aggiornamento è periodico e automatico e ricostruisce completamente la pagina. Se manca una persona in questa lista, sei pregato di non aggiungerla, ma accertati piuttosto che la sua voce biografica contenga il template Bio e che i dati anagrafici siano correttamente compilati. Se il template Bio manca, inseriscilo tu stesso o, in alternativa, metti l'avviso {{tmp\|Bio}} che ne segnala la mancanza. Se i dati riportati sono sbagliati, correggi direttamente la voce biografica; le modifiche saranno visibili in questa lista entro pochi giorni. Per chiarimenti vedi il progetto antroponimi. La lista contiene solo le 89 persone che sono citate nell'enciclopedia e per le quali è stato implementato correttamente il template Bio. Pagina aggiornata al 6 ago 2025. |

Questa è una lista di persone presenti nell'enciclopedia che hanno il nome Natalia, suddivise per attività principale.

## Attrici(16)
- Natalia Avelon, attrice e cantante tedesca (Breslavia, n. 1980)
- Natalia Cigliuti, attrice statunitense (New York, n. 1978)
- Natalia Cordova-Buckley, attrice messicana (Città del Messico, n. 1982)
- Natalia Dyer, attrice statunitense (Nashville, n. 1995)
- Natalia Estrada, attrice e conduttrice televisiva spagnola (Gijón, n. 1972)
- Natalia Millán, attrice, ballerina e cantante spagnola (Madrid, n. 1969)
- Natalia Oreiro, attrice e cantante uruguaiana (Montevideo, n. 1977)
- Natalia Ramírez, attrice colombiana (Bogotà, n. 1966)
- Natalia Reyes, attrice colombiana (Bogotà, n. 1987)
- Natalia Rodríguez, attrice spagnola (Madrid, n. 1992)
- Natalia Streignard, attrice spagnola (Madrid, n. 1970)
- Natalia Sánchez, attrice spagnola (Madrid, n. 1990)
- Natalia Tena, attrice e musicista britannica (Londra, n. 1984)
- Natalia Verbeke, attrice argentina (Buenos Aires, n. 1975)
- Natalia Wörner, attrice tedesca (Stoccarda, n. 1967)
- Natalia de Molina, attrice spagnola (Linares, n. 1990)

## Calciatrici(5)
- Natalia Gaitán, calciatrice colombiana (Bogotà, n. 1992)
- Natalia Kuikka, calciatrice finlandese (Kemi, n. 1995)
- Natalia Pablos, ex calciatrice spagnola (Madrid, n. 1985)
- Natalia Padilla, calciatrice polacca (Malaga, n. 2002)
- Natalia Pakulska, calciatrice polacca (Brześć Kujawski, n. 1991)

## Canottiere(1)
- Natalia Madaj, canottiera polacca (Piła, n. 1988)

## Cantanti(11)
- Natalia, cantante belga (Westerlo, n. 1980)
- Natalia Gordienko, cantante e ballerina moldava (Chișinău, n. 1987)
- Maja Kraft, cantante polacca (Poznań, n. 1983)
- Natalia Kukulska, cantante polacca (Varsavia, n. 1976)
- Natalia Lacunza, cantante spagnola (Pamplona, n. 1999)
- Natalia Lesz, cantante polacca (Varsavia, n. 1981)
- Natti Natasha, cantante dominicana (Santiago de los Caballeros, n. 1986)
- Natalia Nykiel, cantante e cantautrice polacca (Mrągowo, n. 1995)
- Natalia Przybysz, cantante polacca (Varsavia, n. 1983)
- Natalia Sikora, cantante e attrice polacca (Słupsk, n. 1986)
- Natalia Szroeder, cantante polacca (Bytów, n. 1995)

## Cantautrici(7)
- Natalia Barbu, cantautrice e violinista moldava (Bălți, n. 1979)
- Naty Botero, cantautrice, attrice e imprenditrice colombiana (Medellín, n. 1980)
- Natalia Jiménez, cantautrice spagnola (Madrid, n. 1981)
- Natalia Kills, cantautrice e attrice britannica (Bradford, n. 1986)
- Nathalie, cantautrice italiana (Roma, n. 1979)
- Natalia O'Shea, cantautrice, musicista e linguista russa (n. 1976)
- Nathy Peluso, cantautrice e rapper argentina (Luján, n. 1995)

## Cestiste(3)
- Natalia Mrozińska, ex cestista polacca (Inowrocław, n. 1984)
- Natalia Ríos, cestista argentina (Rosario, n. 1980)
- Natalia Svisceva, ex cestista e allenatrice di pallacanestro moldava (Kišinev, n. 1966)

## Cuoche(1)
- Natalia Cattelani, cuoca, personaggio televisivo e blogger italiana (Sassuolo, n. 1964)

## Danzatrici(1)
- Natalia Titova, ballerina russa (Mosca, n. 1974)

## Disc jockey(1)
- DJ Layla, disc jockey moldava (Chișinău, n. 1987)

## Economiste(1)
- Natalia Gavrilița, economista e politica moldava (Mălăiești, n. 1977)

## Fotografe(1)
- Natalia Bode, fotografa sovietica (Kiev, n. 1914 - Mosca, † 1996)

## Ginnaste(1)
- Natalia Kot, ex ginnasta polacca (Siemianowice Śląskie, n. 1938)

## Giornaliste(2)
- Natalia Aspesi, giornalista, scrittrice e critica cinematografica italiana (Milano, n. 1929)
- Natalia Morari, giornalista moldava (Hîncești, n. 1984)

## Lottatrici(2)
- Natalia Kubaty, lottatrice polacca (n. 1995)
- Natalia Strzałka, lottatrice polacca (n. 1997)

## Lunghiste(1)
- Natalia Linares, lunghista e velocista colombiana (Valledupar, n. 2003)

## Mezzofondiste(2)
- Natalia Mărășescu, ex mezzofondista rumena (Căpreni, n. 1952)
- Natalia Rodríguez, ex mezzofondista spagnola (Tarragona, n. 1979)

## Modelle(4)
- Natalia Bush, modella, showgirl e attrice spagnola (Tenerife, n. 1984)
- Natalia Navarro, modella colombiana (Barranquilla, n. 1987)
- Natalia Rodriguez, modella argentina (Buenos Aires, n. 1987)
- Natalia Zabala, modella spagnola (San Sebastián, n. 1983)

## Nuotatrici(5)
- Natalia Rose Caloiero, nuotatrice artistica australiana (n. 2003)
- Natalia Hadjiloizou, ex nuotatrice bielorussa (Vicebsk, n. 1979)
- Natalie Myburgh, nuotatrice sudafricana (n. 1940 - Knysna, † 2014)
- Natalia Pulido, ex nuotatrice spagnola (Las Palmas de Gran Canaria, n. 1969)
- Natalia Vega, nuotatrice artistica statunitense (Caguas, n. 1998)

## Pallavoliste(6)
- Natalia Brussa, ex pallavolista argentina (Santa Fe, n. 1985)
- Natalia Kurnikowska, pallavolista polacca (Lębork, n. 1992)
- Natalia Martínez, pallavolista dominicana (Santo Domingo, n. 2000)
- Natalia Serena, pallavolista italiana (Venezia, n. 1981)
- Natalia Valentín, pallavolista portoricana (Caguas, n. 1989)
- Natalia Viganò, pallavolista italiana (Borgomanero, n. 1979)

## Partigiane(1)
- Natalia Tułasiewicz, partigiana polacca (Rzeszów, n. 1906 - Ravensbrück, † 1945)

## Pattinatrici di short track(1)
- Natalia Maliszewska, pattinatrice di short track polacca (Białystok, n. 1995)

## Pattinatrici di velocità su ghiaccio(1)
- Natalia Czerwonka, pattinatrice di velocità su ghiaccio polacca (Lubin, n. 1988)

## Pesiste(1)
- Natalia Duco, pesista cilena (San Felipe, n. 1989)

## Pittrici(1)
- Natalia Mola, pittrice italiana (Torino, n. 1893 - Milano, † 1981)

## Politiche(1)
- Natalia Gherman, politica moldava (Chișinău, n. 1969)

## Registe(2)
- Natalia Leite, regista e sceneggiatrice brasiliana (San Paolo, n. 1985)
- Natalia Smirnoff, regista argentina (Buenos Aires, n. 1972)

## Scrittrici(3)
- Natalia Attardi Donini, scrittrice italiana (Roccastrada, n. 1897 - Trevignano Romano, † 1982)
- Natalia Ginzburg, scrittrice, drammaturga e traduttrice italiana (Palermo, n. 1916 - Roma, † 1991)
- Natalia Zarembina, scrittrice e giornalista polacca (n. 1895 - Varsavia, † 1973)

## Tennistavoliste(1)
- Natalia Partyka, tennistavolista polacca (Danzica, n. 1989)

## Tenniste(1)
- Natalia Gussoni, ex tennista argentina (n. 1981)

## Veliste(1)
- Natalia Vía-Dufresne, velista spagnola (Barcellona, n. 1973)

## Velociste(1)
- Natalia Kaczmarek, velocista polacca (Drezdenko, n. 1998)

## Senza attività specificata(3)
- Natalia Ligas, brigatista italiana (Bono, n. 1958)
- Natalia di Cordova, spagnolo (Cordova - Cordova, † 852)
- Natalia Valeeva, ex arciera moldava (Tîrnauca, n. 1969)